# Maria Tesselschade Roemersdochter Visscher
Maria Tesselschade Roemers[dochter] Visscher, également connue comme Tesselschade, née à Amsterdam le 25 mars 1594 et enterrée à Amsterdam le 24 juin 1649, est une poétesse et graveuse sur verre de la république des Sept Pays-Bas-Unis.

## Biographie

### 1594-1623: enfance – éducation – période prémaritale
Elle était la plus jeune des filles de Roemer Visscher (1547-1620), marchand de grains et poète, et de Aefgen Jansdochter Onderwater, originaire de Delft et décédée en février 1619.
Maria Roemersdochter Visscher, saluée par ses contemporains de sexe masculin comme la « perle du sexe féminin » (« [...] puikjuweel der vrouwelijke sekse [...] »), fut dotée par son père d'un prénom extraordinaire, Tesselschade, rappelant la débâcle financière à lui survenue en tant qu'assureur, à la suite de la catastrophe maritime qui s'était produite le 24 décembre 1593, trois mois avant sa naissance, près de Texel, et qui avait causé la perte de vingt navires marchands.
Grâce à un père instruit, elle reçut une éducation polyvalente, axée sur le développement de ses talents artistiques et littéraires, mais aussi d'aptitudes physiques telles que la natation et l'équitation. Tesselschade s'exerçait, entre autres, dans l'art du dessin, de la calligraphie et de la broderie et dans le jeu de différents instruments de musique.  Elle devint très habile dans la gravure sur verre, mais excellait plus particulièrement dans l'art du chant.  Elle maîtrisait les langues française et italienne et étudia l'histoire.
Avec ses sœurs aînées Anna et Geertruyd(ou Truitje), Tesselschade, grandit au domicile parental, au Geldersekade contemporain, à Amsterdam.  Cette maison fut jadis, dans la deuxième décennie du XVIIe siècle, un lieu de rencontre de l'avant-garde littéraire, auquel appartenaient des hommes de lettres et des savants de renom tels que Spieghel, Hooft, Reael, Vondel et Bredero ; bien qu'en vain, ce dernier faisait la cour à la jeune Tesselschade.
Après la mort de Roemer Visscher, survenue en 1620, ses filles Anna et Tesselschade – Geertruyd étant déjà mariée – continuèrent encore quelques années à accueillir des rencontres littéraires, jusqu'à ce qu'elles se marièrent l'une peu après l'autre.

### 1624-1634: années de mariage

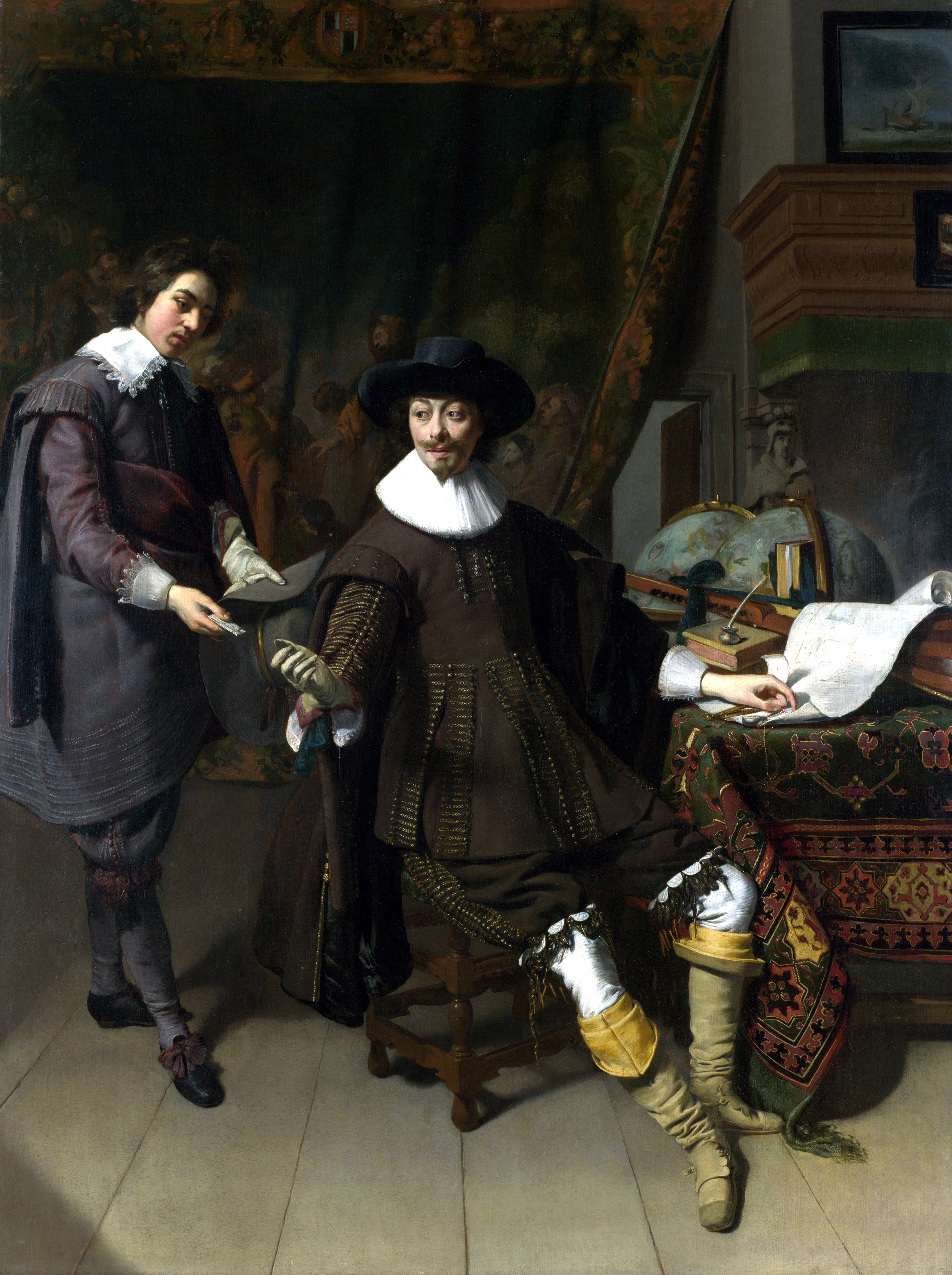
Constantin Huygens et son secrétaire, peints par Thomas de Keyser en 1627. Avec lui, Maria Tesselschade Roemersdochter Visscher entretenait une importante correspondance.

Le 26 novembre 1623 Tesselschade se maria, à Amsterdam, avec Allard Janszoon Crombalch, officier de marine.  Étant un proche de certains régents d'Alkmaar, Allard fréquentait leur milieu.  Tesselschade fit sans doute la connaissance d'Allard grâce au fait que son père, Roemers Visscher, possédait un domaine situé au nord d'Alkmaar, dans le village de Wieringerwaard.  Leur mariage fut célébré dans des poèmes attentifs et ludiques de Hooft et de Vondel, ainsi que de Constantin Huygens, qui venait de rejoindre le cercle littéraire autour de Hooft.  Rien n'indique que son mari se serait intéressé à l'art et à la culture.  Le couple s'établit à Alkmaar et eut trois enfants : Teetgen en 1625, Maria en 1628 et une autre fille qui mourut peu après sa naissance en 1631.
Déjà en 1625, Tesselschade ne s'étant pas encore fait un nom, Huygens inséra un de ses sonnets dans son recueil Otia (Heures oisives), qui comprend surtout des poèmes amicaux de Hooft et Huygens, tous sur les mêmes rimes.  Tesselschade conservait les liens d'amitié avec Hooft encore après son mariage en secondes noces, qui eut lieu en 1627.  Depuis ce temps, avec sa famille, elle passait pratiquement tous ses étés au château de Muiden, où Hooft résidait comme « drost » ou bailli.  Elle chantait pour les invités de Hooft et contribuait à la conversation spirituelle que l'on y cultivait.  Les lettres de Hooft montrent à quel point il était impressionné par son charme. 

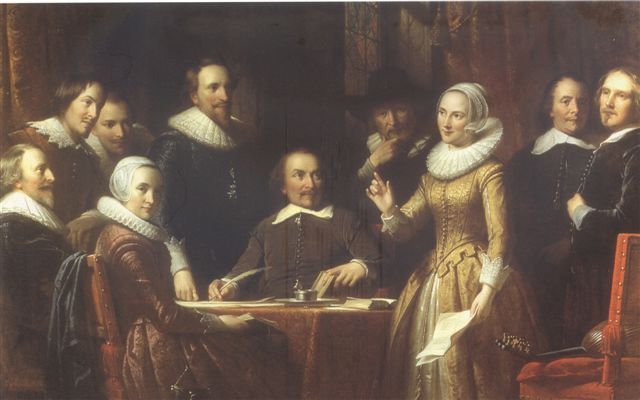
Représentation d'une réunion fictive du cercle de Muiden, peinte par Jan Adam Kruseman (1852).

De la traduction du poème épique La Jérusalem délivrée (1575) du Tasse, sur laquelle elle travaillait vers 1630, on ne conserve qu'une seule strophe, insérée dans une lettre d'elle à Barlæus.  En outre, avec Hooft, elle traduisit le poème épique Adone (Adonis) de 1623 du poète Giambattista Marino.  Elle partageait la prédilection de Hooft pour la poésie moderne cérébrale de l'Anglais John Donne, que Huygens leur avait fait connaître.  De l'époque de son mariage, on connaît quelques poèmes, dont un vers apaisant en réponse à un concours poétique organisé par Vondel en 1630 et conçu comme une offensive contre les manifestations d'intolérance religieuse.  Il lui arrivait parfois de réprimander même, bien qu'amicalement, ses amis.  Dans une lettre à Caspar Barlæus, datée du 12 août 1636, Hooft transforma son nom de façon significative en l'anagramme Sachte sedeles (« Douces leçons de morale »).

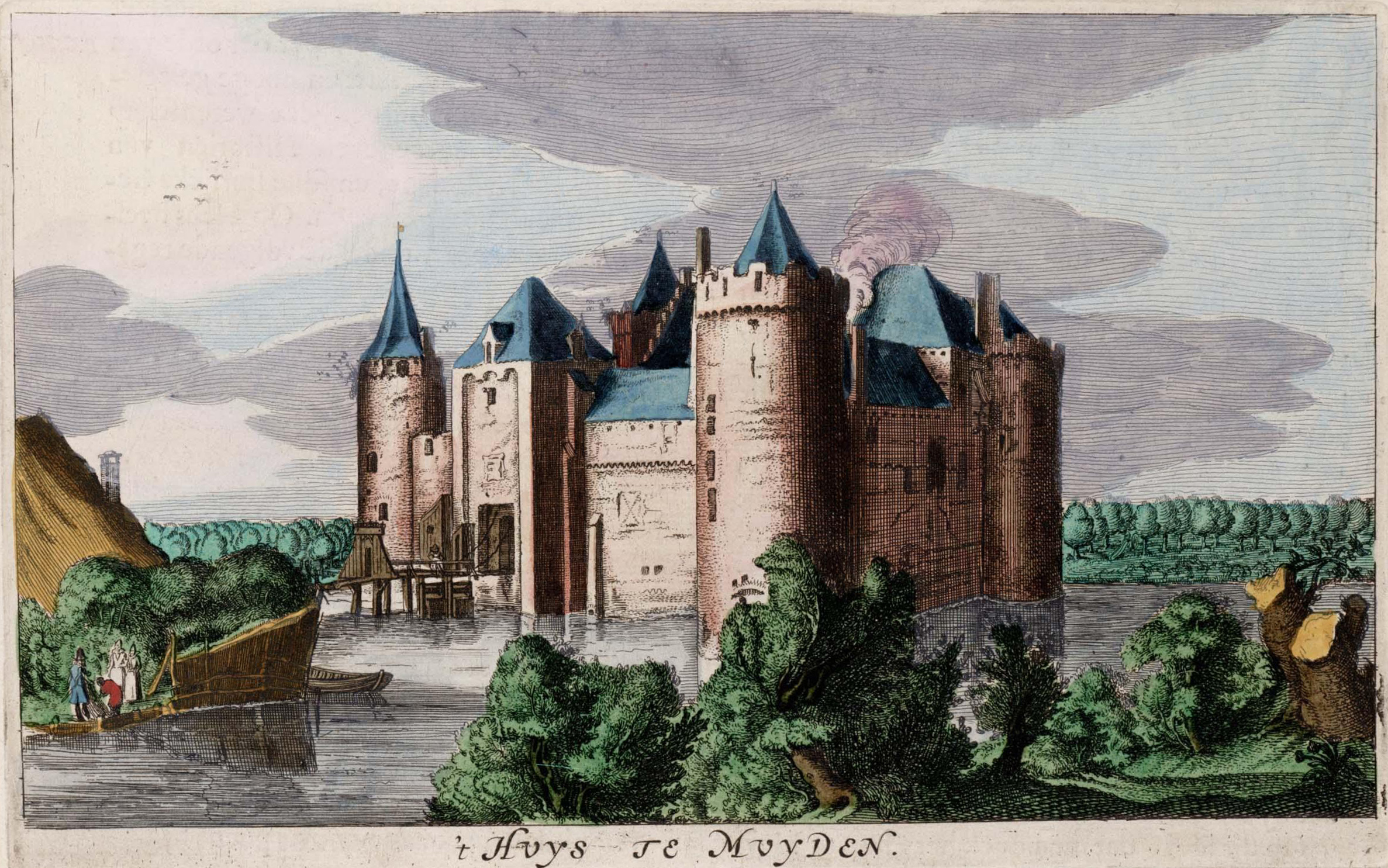
’t Huys te Muyden, le château fort de Muiden en 1649 (gravure de l'Atlas Van Loon), où Maria Tesselschade Roemersdochter Visscher était l'invitée de Pieter Corneliszoon Hooft.

En mai 1634, Tesselschade Roemersdochter reçut un double coup du sort : en un jour, elle perdit à la fois sa fille aînée Teetgen, âgée de neuf ans, et son mari ; Teetgen mourut de la variole, Allard d'une hémoptysie, que le médecin attribua à sa douleur écrasante, mais qui serait plutôt imputable à une trop forte dose de sédatifs.  L'enterrement du père et de sa fille eut lieu le 29 mai 1634. Hooft et Huygens se renvoyaient la balle quant à ce qui concernait la douloureuse tâche de trouver des mots réconfortants adéquats.  Par une lettre à Hooft, Tesselschade sut rompre le silence elle-même.  Elle écrivit au bailli de Muiden qu'elle subissait cette rude épreuve, par laquelle le sort amer lui avait brisé le cœur, dans la soumission totale à la volonté de Dieu et sans verser de larmes. De la mort tragique de son mari, elle ne pouvait rapporter que sous la forme d'un poème italien, réaffirmant ainsi sa foi en la fonction cathartique de la poésie.  Hooft lui écrivit combien il l'admirait pour sa maîtrise de soi stoïcienne : « Gloire à vous, noble héroïne, de qui les héros devraient prendre des leçons. »  Elle sut porter son malheur mieux que lui lorsqu'il eut perdu sa première femme et ses enfants, dix ans auparavant. Tesselschade continua à visiter Hooft et sa famille, mais dorénavant seule ou accompagnée de sa fille Maria, le seul enfant qui lui restait.

### 1634-1649: années de veuvage
Après la mort de son mari, Tesselschade Roemersdochter allait se profiler de façon plus prononcée comme poétesse aimant participer au mouvement socio-littéraire des hommes perspicaces autour de Hooft.  Par l'intermédiaire de Hooft, elle avait fait connaissance avec le professeur et poète latin Caspar Barlæus d'Amsterdam, avec qui elle entretenait une correspondance régulière.  Barlæus, à son tour, consacra d'innombrables vers aux dons artistiques de Tesselschade, qui devint ainsi l'enjeu d'une compétition littéraire amoureuse avec son ami et compagnon dans le veuvage Constantin Huygens.  Tesselschade considérait tout cela avec beaucoup d'ironie.  Elle assura Hooft que l'amitié sincère qui les unissait, conférerait une protection suffisante contre ces chants de sirènes masculines : « même s'ils peuvent si bien flatter, je saurai bien les garder hors de mon lit. »

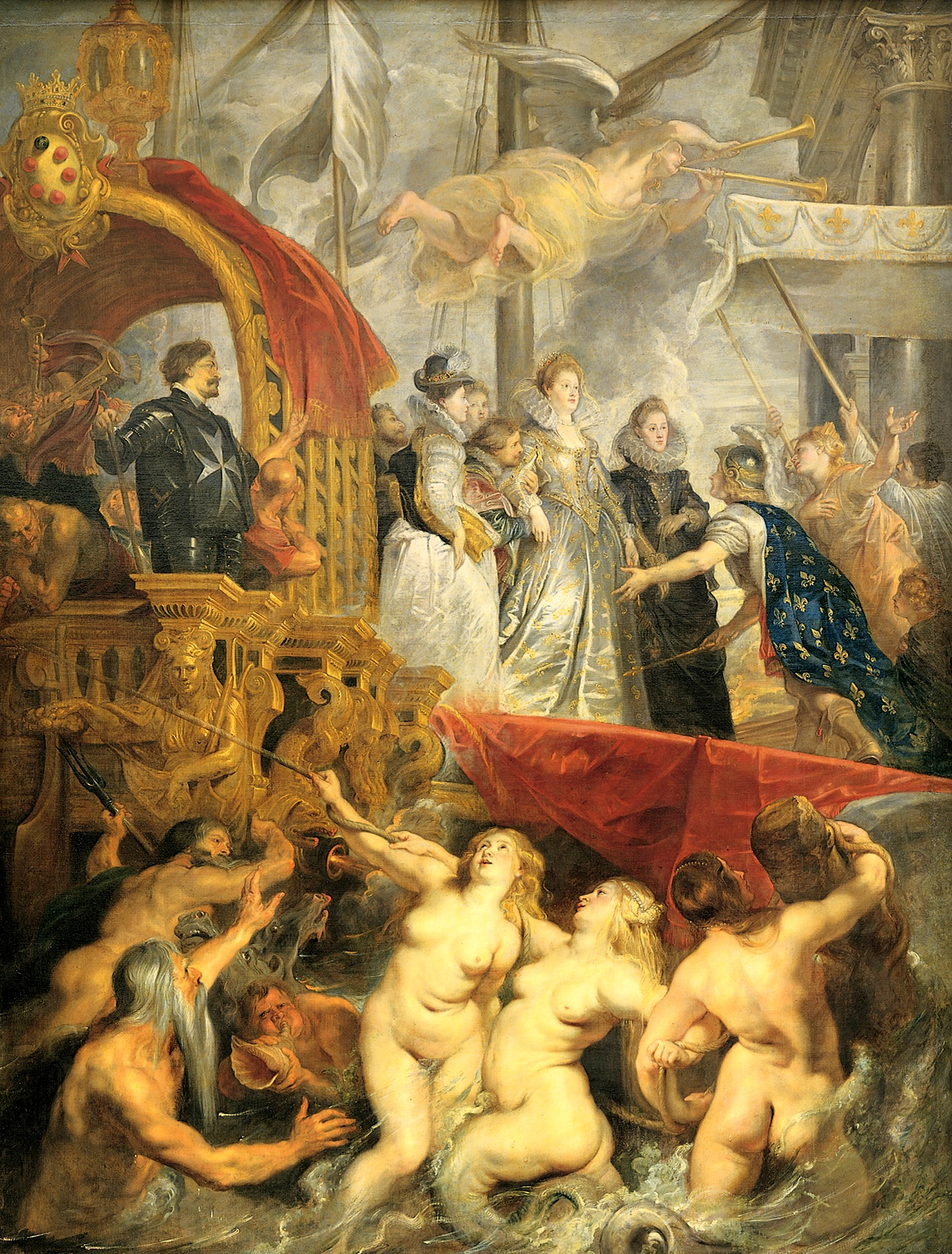
Le Débarquement de Marie de Médicis à Marseille (vers 1622-1625) de Rubens. À l'occasion de l'entrée solennelle de la reine de France à Amsterdam en 1638, Maria Tesselschade Visscher écrivit un poème de circonstance en italien.

En 1638, à l'occasion de l'entrée solennelle à Amsterdam de Marie de Médicis, elle composa quelques vers de circonstance en italien, qui ne manquèrent pas d'attirer l'attention.
À la fin de 1641 ou au début de 1642, Tesselschade Roemersdochter se convertit au catholicisme, qui avait regagné beaucoup de terrain à Alkmaar.  Par le biais de quelques poèmes, Huygens essaya de la ramener au calvinisme, mais elle défendait son choix tant de façon comique que dans des formes plus sévères.  Quand une étincelle de l'enclume d'un forgeron le rendit aveugle de l'œil gauche, Huygens lui apprit, dans un vers peu amical, qu'elle devait en tirer la leçon de ne pas s'incliner devant des images.  Tesselschade signa sa douce réponse poétique par la devise Elck sijn waerom (« À chacun son pourquoi »), dont elle faisait souvent emploi.  Son contact avec Vondel, qui venait de se convertir au catholicisme, semble s'être intensifié à ce moment.  Déjà en 1639, Vondel avait dédié sa traduction d’Électre de Sophocle à Tesselschade pour la raison qu'elle avait connu de sa propre expérience la problématique des traductions.  À une « Eusebia », vraisemblablement à identifier avec Tesselschade, Vondel avait en outre dédié, en 1641, sa pièce Peter en Pauwels, que, quelques années plus tard, le compositeur Padbrué transforma en oratorio (le premier au nord des Alpes).
En février 1645, Tesselschade Roemersdochter passa encore quelques jours à La Haye auprès de Huygens, avec qui l'amitié s'était resserrée, et l'été suivant, elle était une invitée ravie au château de Muiden.  Les dernières années de sa vie, cependant, furent marquées par de lourdes pertes personnelles.  En mai 1647, elle perdit son ami Hooft et, le 31 août 1647, sa fille Maria.  En janvier 1648 mourut son ami Barlæus.  La même année, elle chanta la paix de Münster.  Décédée à l'âge de 55 ans, elle fut enterrée dans la tombe familiale des Visscher dans l'Oude Kerk (Vieille Église) d'Amsterdam.  Dans une épitaphe, rédigée le 15 juillet 1649, Huygens la commémore comme une femme dont les qualités ne peuvent s'exprimer en mots.

## Notoriété

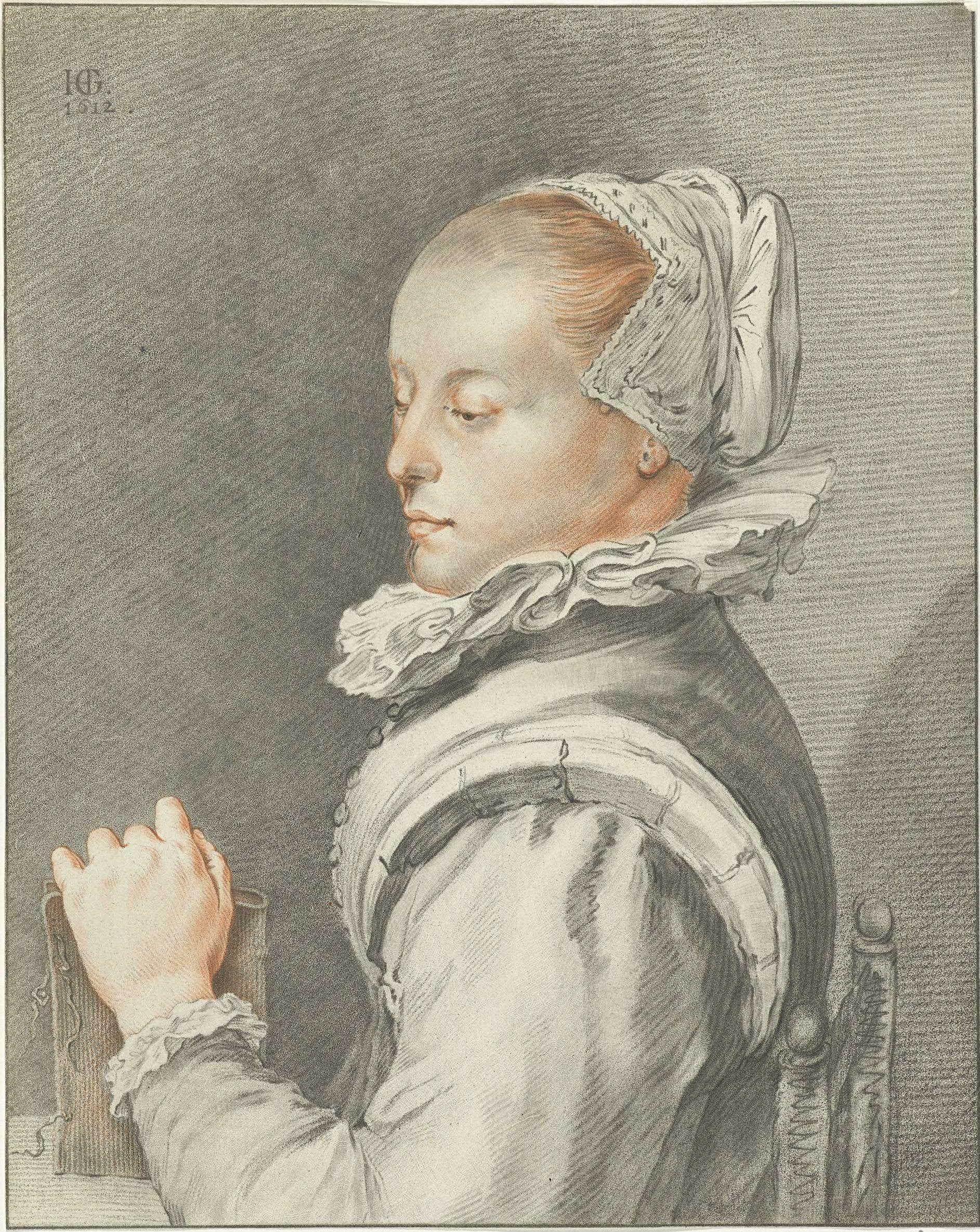
Portrait présumé de Maria Tesselschade Roemersdochter Visscher, gravé en 1770 par Johannes Körnlein et Cornelis Ploos van Amstel (exemplaire du Rijksmuseum Amsterdam) d'après l'original de 1612, dessiné par Hendrik Goltzius.

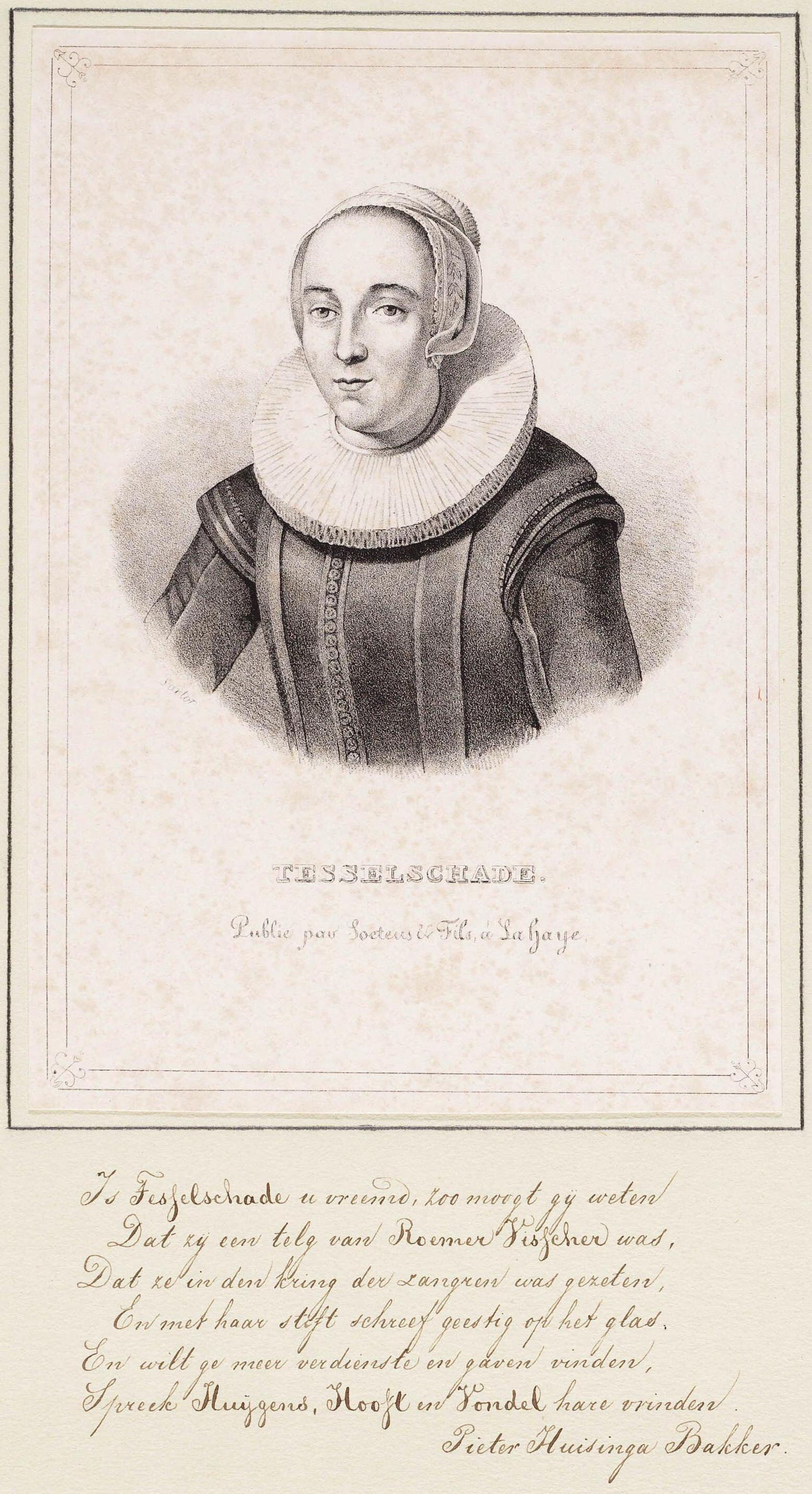
Lithographie du XIX, représentant un portrait imaginaire de Maria Tesselschade Roemersdochter Visscher par Sartor, pourvu d'un poème de Pieter Huisinga Bakker.

Déjà de son vivant, Tesselschade fut présentée par ses contemporains poétiques, tous des hommes, comme une amie aux conceptions semblables.  En 1646, Barlæus lui dédia même, à part quelques poèmes néerlandais, les Tessalica, un cycle à part parmi les œuvres latines de ses Poemata.  En tant que poétesse au goût des énoncés excentriques, elle obtint une grande réputation.  Bien qu'elle n'envisageât pas la publication de ses œuvres, celles-ci circulaient – comme d'habitude à l'époque – sous forme de copie, et un nombre d'entre elles furent ncluses dans des recueils d'autres poètes.  En 1642, le compositeur et prêtre catholique Joan Albert Ban mit en musique son poème Onderscheyt tusschen een wilde, en een tamme zangster (Différence entre une chanteuse sauvage et une apprivoisée).
Les œuvres conservées de Tesselschade se limitent à 34 poèmes et fragments de poèmes, dont deux en italien.  Après sa mort, un certain nombre de vers épars furent repris dans des florilèges, mais les meilleurs de ses poèmes très personnels, restés en manuscrit, n'ont été découverts que bien plus tard.  Parmi les trouvailles, la poésie commémorant son défunt mari et celle confirmant sa foi, ainsi qu'un sonnet de consolation pour Huygens, écrit après la mort de la femme de celui-ci, survenue en septembre 1637.  Dans ce sonnet, elle lui conseille d'écrire sur sa souffrance afin de pouvoir l'oublier. Huygens avait été tellement impressionné par ses conseils sages et concis qu'il consacra, en 1681, un poème au conseil avisé de Tesselschade (« [...] Tesselschades wijs onderwijs [...] »).
Notamment grâce à la publication de la correspondance de Hooft (1855-1857), la réputation de Tesselschade de muse du cercle de Muiden grandit considérablement au cours du XIXe siècle jusqu'à atteindre des sommets inouïs.  Cela se traduisait par des pièces de théâtre ou des peintures d'histoire, ainsi que par plus d'un poème ou d'un roman.  Inspiré par un dessin de Goltzius, à tort considéré comme un portrait d'elle, chacun pouvait projeter sur elle son image de la femme idéale.  On voulait la voir non seulement éduquée, artistique et belle, mais aussi épouse vertueuse et aimante et mère attentive qui n'aurait jamais voulu être une « savante ».  Au XIXe siècle, Adriaan Beeloo lui consacra une comédie, Maria Tesselschade Visscher op het slot te Muiden (Maria Tesselschade Visscher au château de Muiden), en 1819.  Johannes van Vloten écrivit Tesselschade Roemers en hare vrienden (Tesselschade Roemers et ses amis) en 1852.  De 1808 date le discours de Jacques Scheltema sur Anna et Maria Tesselschade, prononcé pour Letterkunde.  En raison de son choix pour le catholicisme, elle devint l'idole du chef de file des catholiques néerlandais, Josephus Albertus Alberdingk Thijm, alors que l'intérêt renouvelé pour les poèmes d'amour de Bredero faisait d'elle l'objet vertueux de la passion frustrée d'un « poète maudit ».  La présentation de Tesselschade comme un parangon de créativité féminine fut confirmée, en 1872, par la création d'une association de femmes pour la promotion de l'artisanat féminin, fusionnée en 1953 avec son organisation sœur, Arbeid adelt (Le travail ennoblit).
En 1918, Jacob Adolf Worp, dans Een onwaerdeerlycke vrouw (Une femme inestimable), rendit une image aussi complète que possible de Tesselschade, fondée sur des poèmes et des lettres émanant d'elle, adressées à elle ou traitant d'elle.
L'intérêt porté à sa poésie a connu une croissance considérable depuis les années 1980. En 1994, le 400e anniversaire de sa naissance fut notamment célébré par une biographie, une exposition et la parution de tous ses poèmes.  À cette occasion, une réunion festive fut organisée au château de Muiden pour toutes les femmes et filles portant le prénom Tesselschade ou Tessel : des 170 personnes repérées, 120 s'étaient inscrites.